# Sandomierz

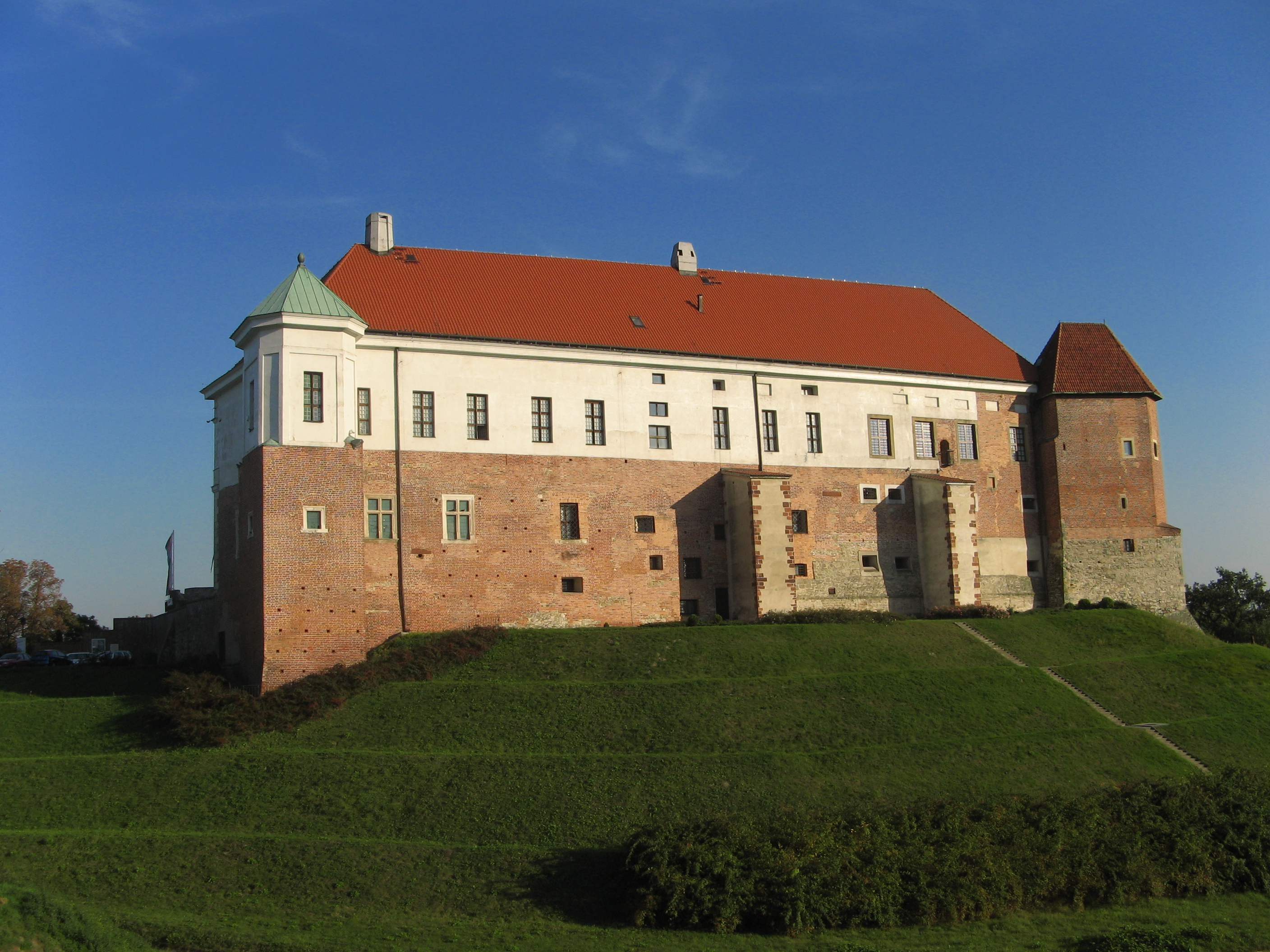
Borgen

Sandomierz (latin namnform: Sandomiria) är en stad i sydöstra Polen med 25 714 invånare (år 2006). Staden ligger intill Tarnobrzeg.